# Pergalumna imadatei
Pergalumna imadatei är en kvalsterart som beskrevs av Aoki och Hu 1993. Pergalumna imadatei ingår i släktet Pergalumna och familjen Galumnidae. Inga underarter finns listade i Catalogue of Life.